# Пикник у моря
«Пикник у моря» (англ. Clambake) — музыкальный фильм 1967 года с участием Элвиса Пресли и Шелли Фабаре. Фильм снят на киностудии «United Artists». Премьера фильма состоялась 22 ноября 1967 года.

## Сюжет
Скотт Хэйуорд (Пресли) — сын богатого нефтяника. Однажды он решает отправиться в бессрочное путешествие в поисках самого себя. Так, он сталкивается с Томом Уиллсоном (Уилл Хатчинс), работающим инструктором по водным лыжам, которому не везёт с женщинами. Том предлагает Скотту поменяться с ним местами. Скотт начинает работать инструктором в одном из отелей Майами, в то время как Том весело проводит время, притворяясь, что он богат. Скотт знакомится с Диан Картер (Шелли Фабаре), находящейся в поисках богатого парня. Она решает заполучить Джеймса Д. Джэмисона III (Билл Биксби), владельца компании, производящей пижаму и чемпиона по катанию на лодках. Скотт соглашается помочь ей заполучить Джемисона, но влюбляется в неё…

## В ролях
- Элвис Пресли — Скотт Хэйуорд/Том Уиллсон
- Шелли Фабаре — Диан Картер
- Уилл Хатчинс — Том Уиллсон/Скотт Хэйуорд
- Билл Биксби — Джеймс Д. Джэмисон III
- Гэри Меррилл — Сэм Бёртон
- Джеймс Грегори — Дастер Хэйуорд
- Сьюзи Кэй — Сэлли
- Гарольд Пиэри — Гарольд
- Сэм Риддл — Гувернёр Торпи Рэйс
- Анжелика Петтиджон — Глория
- Ольга Кая — Жижи
- Джек Гуд — Мистер Хатавей
- Ли Кригер — Поль
- Аманда Харли — Элли
- Сью Инглэнд — Продавщица сигарет
- Мардж Дюсэй — Официантка
- Арлин Чарльз — Олив
- Стив Кори — Коридорный
- Тери Гарр — танцор

## Даты премьер
Даты приведены в соответствии с данными kinopoisk.ru.
- США — 18 октября 1967
- США — 22 ноября 1967
- Финляндия — 7 мая 1968
- Швеция — 15 июля 1968
- Дания — 6 декабря 1968
- Германия — 22 января 1987 (Премьера на ТВ)

## Интересные факты
- В книге «Элвис и я» (1985) Присцилла Пресли пишет, что к тому времени, когда съёмки фильма должны были начаться, музыкант страдал избыточным лишним весом, что вызывало беспокойство у создателей фильма. К моменту съёмок актёр весил вместо стабильного для него веса в 170 фунтов (77 кг) — 200 фунтов (91 кг). Возможно из-за излишнего веса, актёр кажется слишком грузным, усталым и больным. Руководитель киностудии настоял на том, чтобы актёр как можно быстрее сбросил лишний вес, прибегнув к активному использованию таблеток для похудения.
- В песне «Back to Tupelo», британский рок-музыкант Марк Нопфлер называет фильм Clambake поворотным моментом в карьере Пресли.
- В сцене «Confidence» среди детей можно увидеть юного актёра Корбина Бернсена и известного агента по операциям с недвижимостью из Южной Калифорнии — Тони Ялына.
- Американский телеведущий Конан О’Брайен назвал фильм «Clambake» одним из своих любимых в фильмографии Элвиса Пресли.

### Рецензии на фильм
- Рецензия Д. Баннермана на сайте Stomp Tokyo, 2003. (англ.)

### Рецензии на DVD
- Рецензия Бэрри Максвелла на сайте DVD Verdict, 26 октября, 2001. (англ.)
- Рецензия Марка Зиммера на сайте digitallyobsessed.com, 11 октября, 2001. (англ.)